# 盧襲秀
卢袭秀（?—?），唐朝官员。
他的祖父卢方庆，武德年间，担任察非掾，秦王李世民器重他。曾经召他商议对付李建成之事，卢方庆推辞：“母亲年老，请求辞官归家赡养。”秦王没有逼他。贞观年间，卢方庆担任稿城县令。卢袭秀在唐中宗时担任监察御史。与参与诛杀张易之的桓彦范、敬晖友善，为冉祖雍所劾，没有屈服。有人对他说：“南方的使者到了，桓彦范、敬晖已死。”卢袭秀痛哭流涕。冉祖雍大怒：“桓彦范等人负国，卢君流涕。卢君下狱，弟弟们都纵酒无忧色，为什么？”卢袭秀回答：“我有什么愧对于心的负？就是与桓彦范友善。现在你尽杀我弟弟们还行，如果只杀卢袭秀，恐怕冉公不得高枕无忧！”冉祖雍脸色变化，握其手说：“当让卢公活着。”于是得免罪。

## 延伸阅读
[在维基数据编辑]
 《新唐書·卷120》，出自《新唐書》